# Grado (Espanha)
Grado (em castelhano), Grau (em asturiano) ou Grau/Grado (nome oficial bilingue) é um concelho (município) da Espanha na província e Principado das Astúrias. Tem 221,63 km² de área e em 2019 tinha 9 784 habitantes (densidade: 44,1 hab./km²).

## Demografia
| Variação demográfica do município entre 1991 e 2004 | Variação demográfica do município entre 1991 e 2004 | Variação demográfica do município entre 1991 e 2004 | Variação demográfica do município entre 1991 e 2004 |
| --------------------------------------------------- | --------------------------------------------------- | --------------------------------------------------- | --------------------------------------------------- |
| 1991                                                | 1996                                                | 2001                                                | 2004                                                |
| 12045                                               | 12051                                               | 11454                                               | 11237                                               |